# Marsilio Zorzi
Marsilio Zorzi (tra la fine del XII e l'inizio del XIII secolo – tra ottobre e novembre 1271) è stato un politico e diplomatico italiano personalità di spicco nella vita pubblica veneziana del suo tempo.

## Biografia

### Famiglia e primi incarichi
Nacque, probabilmente a Venezia, negli anni a cavallo tra il XII e il XIII secolo, da Cardinale Zorzi e da una Maria di cui non è noto il cognome. Apparteneva al ramo detto "da San Trovaso" e, precedentemente, "da Santa Maria Nova", parrocchie dove si concentravano le proprietà della sua famiglia. Il padre fu coinvolto nella vita pubblica cittadina: fu camerlengo di Comun (1212), in missione diplomatica presso Padova (1216), elettore dogale (1249). Ebbe almeno un fratello, Marino, che risultava già morto nel testamento redatto dalla madre nel 1261, e alcune sorelle, tra cui, probabilmente, la madre di Giacomo Dondulo (è ricordato infatti come dilectus nepos nel testamento di Marsilio). Convolò a nozze con una certa Marchesina di cui pure si ignora il casato, ma non ebbe discendenti legittimi.
La famiglia Zorzi non era tra le più antiche di Venezia: essi cominciarono a comparire nei documenti dalla prima metà del XII secolo e solo all'inizio del successivo, ovvero durante la giovinezza di Marsilio, presero a ricoprire cariche di rilievo. Ciononostante, a partire dal Trecento gli Zorzi furono inclusi tra le 24 "case vecchie" del patriziato. Risulta difficile determinare la parentela tra il nostro e gli altri esponenti della casata, tuttavia risultava essere in stretta relazione con Giacomo Zorzi "da Santa Giustina" (elettore dogale nel 1268 e citato nel testamento) e Ruggero Zorzi "da Sant'Angelo" (capo della Quarantia nello stesso anno e successore di Marsilio come conte di Curzola).
Cominciò a prendere parte a legazioni di alto livello all'inizio del dogado di Giacomo Tiepolo. Nel 1234 fu inviato presso Leone Gabala, ex governatore bizantino che, approfittando della crisi seguita all'istituzione dell'Impero latino, si era autoproclamato signore di Rodi e delle Cicladi. Zorzi riuscì ad ottenere il suo appoggio contro l'imperatore di Nicea Giovanni Vatatzes e il riconoscimento della superiorità territoriale veneziana. Il patto fu presto infranto dallo stesso Gabala, tornato dalla parte di Vatatzes già l'anno successivo.
Poco dopo fu inviato a Ravenna dove pronunciò di fronte al podestà l'impegno solenne della Serenissima a rispettare un accordo quinquennale, come già aveva fatto l'inviato romagnolo Guido Micheli al cospetto del doge Tiepolo. Si trattava di un trattato di grande importanza economica poiché verteva soprattutto sulla questione del commercio del sale.

### Primi incarichi e bailo in Siria
Dopo una pausa di qualche anno, la documentazione torna a parlare di lui all'inizio degli anni 1240, in qualità di baiulus Venetorum in Syria, cioè ambasciatore ad Acri e capo della comunità veneziana lì residente. Raggiunse la città probabilmente nell'aprile-maggio 1242, a bordo del convoglio commerciale di primavera. 
Si trovò di fronte a una situazione di grave difficoltà: Riccardo Filangieri, bailo di Siria per conto dell'imperatore (e re di Gerusalemme) Federico II, quale rappresaglia per la politica filo-papale della Serenissima, aveva permesso ai «Longobardi» che dominavano Tiro di impadronirsi dei beni veneziani ed era intenzionato a fare lo stesso ad Acri. Zorzi, dopo aver cercato inutilmente una riappacificazione, iniziò a discutere con Filippo di Montfort e altri notabili della Terrasanta per avere il loro sostegno nella difesa di Acri e nel recupero di Tiro dalle forze imperiali. Supportati dal giureconsulto Filippo di Novara, i baroni convinsero la regina di Cipro Alice di Champagne a reclamare l'amministrazione del Regno di Gerusalemme, essendo lei la parente più prossima residente in Terrasanta dell'erede Corrado di Hohenstaufen; il quale, peraltro, aveva ormai raggiunto la maggiore età e non era quindi più sottoposto alla tutela di suo padre Federico II. L'imperatore rifiutò comunque di inviare ad Acri suo figlio.
La regina si rivolse quindi a Zorzi, il quale le mise gratuitamente a disposizione una galea per portarla a Tiro, assicurandole inoltre un contingente di trenta cavalieri da lui stesso guidato. In cambio, chiese che i beni veneziani fossero integralmente restituiti una volta ottenuto il potere. La città fu conquistata in soli tre giorni e il suo castello in ventotto. Tuttavia la regina non mantenne la promessa e, nonostante le insistenze di Marsilio, non concesse nulla fino alla fine del suo mandato da bailo. Secondo Zorzi Alice era stata negativamente impressionata da un'iniziativa dei baroni alleati durante la presa di Tiro, i quali avevano eretto un'altissima forca per impiccare Filangieri, caduto nelle loro mani dopo che il naufragio della sua nave gli aveva impedito di riparare in Puglia.
Al termine dell'incarico, nel 1244, Zorzi stilò un resoconto da indirizzare ai propri successori. Si tratta del primo caso di una pratica che diverrà poi usuale tra i rettori e gli ambasciatori veneziani. Giunto fino a noi attraverso il trecentesco Liber albus della cancelleria veneziana e un manoscritto duecentesco della biblioteca Querini Stampalia, esso contiene, oltre che alla cronaca completa dei fatti, anche l'inventario di beni e diritti veneziani a Tiro e nel regno di Gerusalemme. Si tratta quindi di un documento preziosissimo per la ricostruzione della situazione politica ed economica della Siria al tempo dei regni crociati.

### Conte di Curzola
Negli otto anni successivi, coincidenti con la fine del dogado del Tiepolo (e della sua politica anti-imperiale) e l'ascesa del più pacifico Marino Morosini, di Zorzi mancano notizie.
Nel maggio del 1252 ricompare come conte di Ragusa, città che aveva da poco rinnovato l'atto di sottomissione a Venezia. In questa veste contribuì alla stipula dell'alleanza tra la repubblica dalmata e lo zar bulgaro Michele II Asen per far fronte alla minaccia serba.
Grazie alla fama acquisita durante il mandato, il 10 aprile 1254 gli abitanti di Curzola, per porre fine a un periodo di instabilità amministrativa, offrirono a lui e ai suoi eredi la sovranità perpetua sull'isola; così, almeno, riporta il proemio contenuto negli Statuta Curzolae. Andrea Dandolo, doge e cronista vissuto nel secolo successivo, precisa però che questo avvenne «non tamen sine ducalis honoris dispendio».
Zorzi accettò, ma i suoi esordi non dovettero essere felici se appena due anni dopo, sempre secondo il Dandolo, fu cacciato da Curzola. Armata una galea, ne riprese possesso con la forza e il 30 luglio 1256 (come riferisce ancora il proemio) gli abitanti gli giurarono fedeltà. Al successo dell'impresa contribuirono vari altri veneziani con interessi sull'isola, ma si verificarono degli attriti tra questi e Zorzi: per esempio, sappiamo che il conte aveva sequestrato beni a un tale Pietro Rapani, cacciandolo da Curzola; costui si rivolse poi alle magistrature veneziane, che condannarono Marsilio a un risarcimento.
Una tradizione familiare afferma che durante questi eventi Zorzi modificò lo stemma della propria famiglia, sostituendo lo scaccato d'azzurro e d'argento con una fascia di rosso su campo d'argento: ricordava il segno che lasciò la sua spada insanguinata quando la pulì con un drappo bianco. Secondo la stessa leggenda, ad affiancarlo in battaglia vi fu Ruggero Zorzi, suo parente, che in effetti ne erediterà il titolo comitale.
Nonostante qualche storiografo lo abbia dipinto come un governante prepotente e sanguinario, pare che in realtà Zorzi non abbia mai risieduto stabilmente a Curzola, gestendo i propri interessi da Venezia. Certamente non poté lasciare la città nel 1255, quando ricoprì la carica di giudice all'Esaminador.
Nel 1265 furono rinnovati gli statuti di Curzola, risalenti al 1214. Fu aggiunto il già citato proemio in versi (opera del prete Antonio Galoppa) e, tra le altre norme contenute, si stabilì che il conte avesse piena disponibilità dei terreni della contea, ad esclusione di quelli che gli isolani lavoravano precedentemente al giorno della riconquista dell'isola. Furono inoltre definite le regole per la successione.

### Ultimi anni
Dopo questi fatti, Zorzi non ebbe altri incarichi oltremare, sebbene mantensse il controllo di Curzola e Meleda attraverso dei rappresentanti. Ormai residente a Venezia in maniera stabile, negli anni 1260 fu impiegato solo in magistrature cittadine: testimone all'alleanza con Rimini nel giugno 1260, l'anno successivo fu consigliere ducale e durante questo mandato prese parte alla stipula del nuovo trattato con Ravenna; un mese dopo presenziò all'atto con cui si investiva l'isola di Veglia nuovamente ai Frangipane; divenne quindi elettore medii anni per l'elezione del Maggior Consiglio, dove sedette lui stesso più volte; nel 1263 fu giudice del Procurator.
Il 30 gennaio 1270, anziano e forse malato, stilò due testamenti. Il primo riguardava i beni posti in città, per i quali furono nominati commissari la moglie Marchesina, il parente Giacomo Zorzi, il nipote Giacomo Dondulo e il priore di San Giorgio in Alga: essi dovevano essere in parte venduti (e i ricavati assegnati alla vedova) e in parte utilizzati in suffragio delle anime del testatore e dei suoi familiari. A ciò si aggiungevano numerosi lasciti a favore di monasteri, ospedali, poveri, carcerati e persone da lui frodate. Il secondo riguardava la successione alla contea di Curzola: non avendo eredi legittimi, assegnò l'isola al primo parente nobile che avesse chiesto l'investitura ai Procuratori di San Marco entro un mese dal suo decesso, obbligandolo in aggiunta a pagare, in più rate, duemila lire di denari veneziani. Si aggiungevano varie donazioni a chiese curzolane.
Il 14 novembre 1271 Ruggero Zorzi si presentò davanti ai Procuratori de Ultra per chiedere l'investitura di Curzola e Meleda, segno che Marsilio doveva essere morto entro il mese precedente. Mancando altri pretendenti, Ruggero ottenne la signoria, che trasmise ai discendenti sino al 1358, con l'occupazione della Dalmazia da parte di Luigi d'Ungheria. Ma quando Venezia riprese il controllo della regione nel 1420, gli Zorzi non riottennero l'isola; secondo una tradizione, vennero risarciti di questa perdita con l'assegnazione della contea di Zumelle, in Valbelluna.
La vedova, che era probabilmente ancora giovane, si risposò con il procuratore di San Marco Leonardo Venier.